# دانیل برنولی
دانیل برنولی (به انگلیسی: Daniel Bernoulli) (۸ فوریهٔ ۱۷۰۰ – ۱۷ مارس ۱۷۸۲) فیزیک‌دان و ریاضی‌دان هلندی‌تبار سوئیسی بود. وی فرزند یوهان برنولی ودروتی فالکنر و عضوی از خانوادهٔ برنولی‌ها بود. وی ارائه کننده نظریه برنولی است نظریه ای که بخشی از آن در مقاطع دبیرستان در مدارس تدریس میشود
نام او را در فارسی «دانیل برنوئی» هم نوشته‌اند.

## زندگی‌نامه
دانیل برنولی که در زمینه ارائه فرمول‌های مختلف ریاضی از اعتبار بالایی در تاریخ این علم برخوردار است. در گرونینگن چشم به جهان گشود و این درحالی بود که پدرش در علم ریاضیات جایگاه بالایی برای خود دست و پا کرده بود. برادر بزرگ‌ترش نیکولاس برنولی و عمویش، جاکوب برنولی نیز از جمله چهره‌های سرشناس در علم ریاضیات بودند و از این رو او نیز به صورت طبیعی در میان فرمول‌ها و مباحث مختلف ریاضی رشد و نمو پیدا کرد. دانیل ۵ ساله بود که برادر دیگرش یعنی یوهان برنولی چشم به جهان گشود. هرسه برادر در سال‌های بعدی به مطالعه ریاضی علاقه پیدا کردند، اما این چیزی نبود که پدر خانواده برای دانیل برنامه‌ریزی کرده بود. او می‌خواست که فرزندش در زمینه تجارت و کسب و کار به مراتب و درجات بالایی برسد و از این رو بر چنین ایده‌ای پافشاری می‌کرد. وقتی دانیل ۱۳ ساله بود، پدرش قانع شد که او هرگز تاجر نخواهد شد، اما به هیچ وجه به او اجازه نداد تا به صورت حرفه‌ای به سراغ ریاضی برود، چرا که از لحاظ مالی به هیچ وجه رضایت‌بخش نبود. به همین دلیل شغل پزشکی را برای او در نظر گرفت. از آن زمان به بعد دانیل به مطالعه پزشکی پرداخت، اما هرگز ریاضی را رها نکرد. هم‌چنین در سال ۱۷۱۵ میلادی راهی دانشگاه بازل شد و در ۲۳ سالگی فلسفه و منطق مطالعه می‌کرد با این حال او همواره اشتیاق درونی به مطالعه ریاضیات داشت که البته این اشتیاق عمدتاً به واسطه علاقه پدرش به این علم مربوط می‌شد. وی در حالی که در دانشگاه بازل مشغول گذراندن دوره‌های تحصیلی در رشته فلسفه و منطق بود، به دلیل عشق به ریاضی به صورت همزمان توسط پدرش در خانه به صورت خصوصی تعلیم داده شد. او خیلی زود دستاوردهایش را در ریاضیات در سال ۱۷۲۴ در زمینه معادلات ریکاتی انتشار داد.

### فعالیت در پزشکی
در دوران جوانی برنولی با پزشک انگلیسی «ویلیام هاروی» آشنایی یافت. هاروی در کتاب «حرکت گرما و خون در حیوانات» نوشته بود که قلب همانند پمپی خون را به صورت سیال در شریان‌ها وادار به حرکت می‌کند. دانیل مجذوب کارهای هاروی شد، چرا که هر دو موضوع مورد علاقه‌اش یعنی ریاضیات و سیالات را ترکیب کرده و در ضمن باعث می‌شد تا آرزو و انتظار پدرش از او در مورد اخذ مدرک پزشکی برآورده گردد و با نوشتن رساله‌ای دربارهٔ عملکرد ریه‌ها به اخذ درجه‌ای دکترا نایل آمد
پس از پایان مطالعات پزشکی در ۲۱ سالگی، در جستجوی موقعیت و پست دانشگاهی بود تا بتواند اصولی را که سیالات بر پایه آن‌ها به حرکت در می‌آیند را بیشتر مورد بررسی قرار دهد؛ همان چیزی که پدرش و حتی نیوتون هم از آن طفره رفته بودند (یوهان برنولی هرگز در حساب به کشفیات نیوتون استناد نمی‌کرد، بلکه در عوض تقریباً همیشه به لایبنیتز استناد می‌کرد و این هم همچشمی دیگری در اوایل قرن هجدهم بود) دانیل در باسل برای کالبدشناسی و گیاه‌شناسی تقاضای تدریس دانشگاهی کرد. اما متأسفانه دانیل در هر دوی آن‌ها با بداقبالی مواجه شد. در ادامه او به ونیز در ایتالیا رفت در ونیز به شدت بیمار شد و بنابراین قادر به انجام قصد خود از سفر به پادوا برای پیشبرد مطالعات پزشکی خود نشد.

## مقالات
دانیل در دانشگاه بازل، ۹ مقاله علمی در زمینه‌های احتمال، آمار و جمعیت‌شناسی به رشته تحریر درآورد که در آن میان شاخص‌ترین نوشته وی؛ مقاله‌ای بود با عنوان «توضیحی بر یک نظریه جدید برای محاسبه مقادیر ریسک» که امروزه بیش از سایر مقاله‌های او یادآور نامش است. این مقاله در سال ۱۷۳۷ منتشر شد و پایه و اساسی بود برای واژه مطلوبیت مورد انتظار که امروزه در علم اقتصاد کاربرد فراوانی دارد. مطلوبیت مورد انتظار دانیل برنولی که در سال ۱۷۳۷ توسط وی مطرح شد توانست جوابی برای پارادوکس سن پیترزبورگ بیابد؛ که وی آن را در سال ۱۷۳۸ به‌طور رسمی با نوشتن نامه‌ای به آکادمی سلطنتی علوم سن پیترزبورگ رسماً معرفی نمود. پارادوکس در مسئله از آنجا ناشی می‌شد که امید ریاضی در مسئله بی‌نهایت بود. در حالی که می‌بایست مقداری متناهی برای آن یافت می‌شد. مطلوبیت مورد انتظار از روی تابع مطلوبیت نهایی محاسبه می‌گردید. مطابق این معما، احتمال برد در یک بازی «منصفانه» بی‌نهایت است. بازی منصفانه آن است که در آن هرگز از بازیگر خواسته نمی‌شود که مبلغی بیش از امید برد، یعنی مبلغ شرط ضرب در احتمال برد، بپردازد. از آنجا که هیچ‌کس حاضر نیست در بازی سن پیترزبورگ مبلغ نامحدودی بپردازد، لذا این معما ایراد دارد و در واقع نوعی نقیض (پارادوکس) است. برنولی این معما را با این استدلال حل کرد که هیچ‌یک از طرفین بازی سعی در به حداکثر رساندن امید برد بازی ندارد، بلکه کوشش می‌کند تا میزان «مطلوبیت» بازی را افزایش دهد.

### فعالیت در علم اقتصاد
گذشته از این، با قبول این فرض که مطلوبیت نهایی درآمد با افزایش میزان آن کاهش می‌یابد، برنولی نشان می‌دهد که مطلوبیت مورد انتظار یک بازی منصفانه عملاً منفی است. چرا که هیچ‌کس حاضر نیست یک تومان بپردازد و در مقابل تنها ۵۰درصد شانس داشته باشد که دو تومان ببرد.
برنولی دوست و همکار لئونارد اویلر بود که تنها در مورد مباحث مربوط به حساب احتمالات مطلب می‌نوشت و از این که استدلال‌های او چه تأثیری در علم اقتصاد خواهد گذاشت، کاملاً بی اطلاع بود. این موضوع در واقع تقریباً ۱۴۰ سال قبل از آن بود که جونز ارتباط مقاله برنولی با قانون نزولی بودن مطلوبیت نهایی را مستقلاً کشف کند و البته ده سال دیگر هم طول کشید تا مقاله برنولی به آلمانی ترجمه شود و ۶۰ سال بعد نیز که این مقاله به انگلیسی ترجمه شد، دیگر متنی قدیمی شده بود.
مقاله سال ۱۷۳۸ برنولی مثال بارزی از یک اصل مهم در تاریخ اندیشه است. این اصل عبارت از این است که این کافی نیست که شخص فکر نابی داشته باشد، بلکه لازم است زمینه فکری مناسب آن نیز وجود داشته باشد تا آن فکر به فراموشی سپرده نشود.
مقاله برنولی تأثیر مهم دیگری نیز داشت. چرا که برای نخستین بار در آن از یک نمودار هندسی استفاده شد که بعدها در اقتصاد بسیار متداول شد. طرفداران مفهوم مطلوبیت نهایی و خاصه آلفرد مارشال، تشخیص داده بودند که فرضیه برنولی در خصوص نزولی بودن مطلوبیت نهایی درآمد حاوی این مفهوم ضمنی است که یک انسان منطقی هرگز با شانس برد ۵۰درصد دست به شرط‌بندی نمی‌زند.
لذا، خرید بلیت بخت آزمایی را باید تنها به علاقه مفرط به قمار نسبت داد. نتیجه ضمنی دیگری که از فرضیه برنولی گرفته می‌شود، توجیه برابری درآمدها با این پیش فرض است که برای فرد غنی پرداختن یک تومان به فقیر مطلوبیت بیشتری دارد، از پرداخت همین مبلغ به عنوان مالیات. به سخن دیگر، قانون نزولی بودن مطلوبیت نهایی درآمد، با فرض اینکه مطلوبیت نهایی درآمد برای همه افراد به یک نسبت کاهش می‌یابد، برابری درآمدها را بی هیچ محدودیتی توجیه می‌کند.
هواداران و پیروان آلفرد مارشال، مثل اجورث و پیگو سال‌های متمادی کوشیدند تا مالیات تصاعدی را با فرضیه برنولی توجیه کنند. کافی است گفته شود که نزولی بودن مطلوبیت نهایی درآمد، برای منطقی کردن مالیات تصاعدی کفایت نمی‌کند. استدلال در این زمینه باید به طرف هزینه هم توجه نماید و صد البته نظریه برنولی هرگز تضمین نمی‌کند که یک تومان پولی که از شخص غنی گرفته می‌شود لزوماً به جیب فردی فقیر ریخته خواهد شد.

### فعالیت در فیزیک
اوج دستاورد برنولی در دنیای فیزیک است به طوری که به عقیده بسیاری از کارشناسان وی توانسته است درک بشر از دنیای گسترده فیزیک را افزایش دهد. این دانشمند دربارهٔ گازها نظریه‌های معروفی ارائه کرده‌است که از آن به عنوان اصل برنولی یاد می‌شود و حتی در حال حاضر هم از این اصل تاریخی در بسیاری از عرصه‌های علمی و صنایع نظیر صنایع هواپیماسازی استفاده می‌شود. طبق این اصل به زبان ساده، هرچه هوا سریع تر حرکت کند فشار وارد از طرف آن به اجسام اطراف خود که در بالا، پایین، چپ یا راست آن قرار دارند، کمتر است. این واقعیت به نام اصل برنولی شناخته شده‌است. به عبارت دیگر، طبق اصل برنولی هرچه گاز سریع تر حرکت کند، فشار وارد بر اجسامی که عمود بر جهت حرکت هوا است کمتر می‌شود. وی مهم‌ترین کتابش را با عنوان هیدرودینامیک در ۱۷۳۸ انتشار داد؛ و به همراه اویلر موفق به دسته کردن اشعه الکترونی شد که به باریکهٔ اویلر – برنولی مشهور است. او همچنین راه کارهایی برای شرح و بسط قانون بویل ارائه داد. همچنین دانیل مدل خمره‌ای را برای نحوه پخش مایع طراحی کرد. سال‌ها بعد لاپلاس توانست توصیفات پیشرفته‌تری برای این مدل بدهد. به هر ترتیب قبل از قرن نوزدهم مدلهای احتمالی که برای این مدل ارائه شده بود بسیار ابتدایی بوده‌است.